# 轉運 (吳曦)
转运（1207年正月十八日—二月二十八日）是南宋民變勢力吴曦的年号，前后共2个月。

## 紀年對照表
| 轉運 | 元年   |
| ---- | ------ |
| 公元 | 1207年 |
| 干支 | 丁卯   |

## 同期存在的其他政权年号
- 中國
  - 开禧（1205年－1207年）：南宋—宋宁宗赵扩之年號
  - 天禧（1178年－1211年）：西遼—末主耶律直魯古之年號
  - 泰和（1201年－1208年）：金—金章宗完顏璟之年號
  - 應天（1206年－1209年）：西夏—夏襄宗李安全之年號
  - 天開（1205年－1225年）：大理—段智祥之年號
- 越南
  - 治平龍應（1205年－1210年）：李朝—李龍翰之年號
- 日本
  - 建永（1206年－1207年）：土御門天皇之年號

## 深入閱讀
- 李崇智. . 北京: 中華書局. 2004年12月. ISBN 7101025129.
- 鄧洪波. . 臺北: 國立臺灣大學東亞經典與文化研究計劃. 2005年3月  [2021-11-25]. ISBN 9789860005189. （原始内容 (pdf)存档于2007-08-25）.